# JJ엔터테인먼트
JJ엔터테인먼트(제이제이엔터테인먼트)는 대한민국의 연예 기획사로, 현재 경기도 김포시에 있다.

## 개요
JJ엔터테인먼트(대표 유병재)는 엔터테인먼트 회사이다. 음반 기획·제작 및 아티스트 발굴, 성장시키는 매니지먼트 업체이다.  국내 유명 엔터테인먼트 업계 종사 출신으로 구성된 전문가들의 역량으로 다양한 장르의 멀티 엔터테인먼트 업체이기도 하다.

## 소속 연예인
- 채윤
- 나상도
- 송준근